# Tuesday Night Music Club
Tuesday Night Music Club är Sheryl Crows debutalbum som släpptes den 3 augusti 1994.

## Låtlista
| Nr  | Titel                   | Kompositör                                                   | Längd |
| --- | ----------------------- | ------------------------------------------------------------ | ----- |
| 1.  | "Run Baby Run"          | Bill Bottrell, David Baerwald, Sheryl Crow                   | 4:53  |
| 2.  | "Leaving Las Vegas"     | Crow, Bottrell, Baerwald, Kevin Gilbert, David Ricketts      | 5:10  |
| 3.  | "Strong Enough"         | Crow, Bottrell, Baerwald, Gilbert, Brian MacLeod, Ricketts   | 3:10  |
| 4.  | "Can't Cry Anymore"     | Crow, Bottrell                                               | 3:41  |
| 5.  | "Solidify"              | Kevin Hunter, Bottrell, Baerwald, Gilbert, Ricketts, MacLeod | 4:08  |
| 6.  | "The Na-Na Song"        | Crow, Bottrell, Baerwald, Gilbert, Ricketts, MacLeod         | 3:12  |
| 7.  | "No One Said It Would"  | Crow, Bottrell, Gilbert, Dan Schwartz                        | 5:29  |
| 8.  | "What I Can Do for You" | Baerwald, Crow                                               | 4:15  |
| 9.  | "All I Wanna Do"        | Wyn Cooper, Crow, Bottrell, Baerwald, Gilbert                | 4:32  |
| 10. | "We Do What We Can"     | Crow, Bottrell, Gilbert, Schwartz                            | 5:38  |
| 11. | "I Shall Believe"       | Crow, Bottrell                                               | 5:34  |

| 12. | "All by Myself" | Eric Carmen, Sergei Rachmaninoff | 4:48 |

| 1. | "Reach Around Jerk"            | Crow, Bottrell, Schwartz                             | 4:48 |
| 2. | "Can't Cry Anymore"            | Crow, Bottrell                                       | 4:54 |
| 3. | "What I Can Do for You"        | Baerwald, Crow                                       | 7:01 |
| 4. | "No One Said It Would Be Easy" | Crow, Bottrell, Gilbert, Schwartz                    | 6:55 |
| 5. | "Leaving Las Vegas"            | Crow, Bottrell, Baerwald, Gilbert, Ricketts          | 6:38 |
| 6. | "Volvo Cowgirl"                | Crow, Baerwald, Gilbert, Bottrell, MacLeod, Schwartz | 2:30 |

| 1. | "Can't Cry Anymore" | Crow, Bottrell                                       | 4:24 |
| 2. | "Reach Around Jerk" | Crow, Bottrell, Schwartz                             | 4:10 |
| 3. | "Strong Enough"     | Crow, Bottrell, Baerwald, Gilbert, MacLeod, Ricketts | 3:11 |
| 4. | "Leaving Las Vegas" | Crow, Bottrell, Baerwald, Gilbert, Ricketts          | 5:48 |
| 5. | "I Shall Believe"   | Crow, Bottrell                                       | 6:21 |

| 1. | "Can't Cry Anymore" | Crow, Bottrell                                       | 4:24 |
| 2. | "Leaving Las Vegas" | Crow, Bottrell, Baerwald, Gilbert, Ricketts          | 5:34 |
| 3. | "Run Baby Run"      | Bottrell, Baerwald, Crow                             | 5:58 |
| 4. | "The Na-Na Song"    | Crow, Bottrell, Baerwald, Gilbert, Ricketts, MacLeod | 3:42 |
| 5. | "Strong Enough"     | Crow, Bottrell, Baerwald, Gilbert, MacLeod, Ricketts | 3:12 |
| 6. | "All I Wanna Do"    | Cooper, Crow, Bottrell, Baerwald, Gilbert            | 5:19 |